# Олівер Фернандес (тенісист)
Олівер Фернандес (ісп. Oliver Fernández; нар. 7 грудня 1972) — колишній мексиканський тенісист.
Найвищу одиночну позицію світового рейтингу — 141 місце досяг 5 липня 1993, парну — 178 місце — 18 квітня 1994 року.

## Титули на челленджерах

### Одиночний розряд: (1)
| Ранг | Рік  | Турнір              | Покриття | Суперник      | Рахунок  |
| ---- | ---- | ------------------- | -------- | ------------- | -------- |
| 1.   | 1991 | Форталеза, Бразилія | Ґрунт    | Хрістіан Вайс | 6–3, 6–4 |

### Парний розряд: (2)
| Ранг | Рік  | Турнір                   | Покриття | Партнер         | Суперники                    | Рахунок  |
| ---- | ---- | ------------------------ | -------- | --------------- | ---------------------------- | -------- |
| 1.   | 1991 | Пуебла, Мексика          | Тверде   | Луїс Еррера     | Дуг Ейзенман Дейв Ренделл    | 6–4, 7–6 |
| 2.   | 1994 | Сан-Луїс-Потосі, Мексика | Ґрунт    | Леонардо Лаваль | Ісмаель Ернандес Луїс Еррара | 7–5, 7–5 |